# Cosmopterix baihashanella
Cosmopterix baihashanella là một loài bướm đêm thuộc họ Cosmopterigidae. Loài này có ở Trung Quốc (Bắc Kinh).
Chiều dài cánh trước khoảng 5,3 mm.